# Catedral del Sagrado Corazón (Pueblo)
La Catedral del Sagrado Corazón (en inglés: Cathedral of the Sacred Heart) Es un edificio histórico religioso de la iglesia católica en la localidad de Pueblo, en Colorado, Estados Unidos.
En octubre de 1860, los padres Projectus Machebeuf, JB Raverdy comenzaron un viaje de 400 millas desde Santa Fe, Nuevo México, al norte en el territorio de Colorado. Meses más tarde llegaron al río Arkansas, en el actual lugar donde esta la ciudad de Pueblo. Inicialmente, los sacerdotes celebraron misa en las casas de los católicos locales, entonces se comenzó a celebrar servicios públicos en el antiguo Palacio de Justicia, hasta que finalmente una iglesia propiamente dicha se estableció en las calles 13 ª y Occidente. En 1873 fue la primera parroquia en el pueblo, y fue llamada San Ignacio.
En 1910, Monseñor. Wolohan comenzó a planificar una nueva iglesia que se dedicará al Sagrado Corazón de Jesús. El 15 de noviembre de 1941, el Sagrado Corazón fue elevado a la categoría de Catedral con la creación de la nueva diócesis de Pueblo.